# Martin Mystik
Martin Mystik er en fransk-canadisk tegnefilmserie i foreløbig 66 afsnit produceret af Marathon Production (der også står bag Totally Spies) siden 2003. Serien er løseligt baseret på den italienske tegneserie Martin Mystère.
Tegnefilmserien handler om de to stedsøskende Martin og Diana, der udover at være almindelige canadiske gymnasieelever også lever en hemmelig tilværelse som superagenter for organisationen Centret. Sammen med rumvæsenet Billy og hulemanden Java bliver de sendt ud på missioner af M.O.R for at redde verden fra overnaturlige væsener og monstre.
Serien kører i Danmark på TV 2 og Jetix.

## Danske Stemmer
- Laus Høybye – Martin Mystik
- Julie Lund – Diana Lombard
- Kasper Leisner – Java
- Anne O. Pagh – Billy
- Michelle Bjørn Andersen – M.O.R

### Broadcast
Martin Mystery  udsendt i Canada på YTV, på  Discovery Kids på engelsk og på Vrak på fransk fra 2003 indtil Seriens finale i 2006. I USA blev showet oprindeligt vist på FoxBox i 2003. Senere viste Nickelodeon  Martin Mystery  fra maj til august 2005. Nickelodeon S søster kanal, Nicktoons Network, udsendte showet fra 4. juli 2005 til 27. april 2008.  M6 i Frankrig, Rai 2 i Italien, Jetix, SVT1 og SVT Barnkanalen i Sverige, Jetix og NRK Super i Norge, Jetix og Yle TV2 I Finland Jetix I Europa (undtagen Italien og Polen), ZigZap i Polen.